# Прогрес (зупинний пункт)
Прогре́с — пасажирський залізничний зупинний пункт Одеської дирекції Одеської залізниці на лінії Слобідка — Побережжя.
Розташований у селі Дібрівка Подільського району Одеської області між станціями Борщі (8 км) та Слобідка (4 км).
На платформі зупиняються приміські поїзди.